# Sten De Geer
Sten De Geer, född 26 april 1886 i Jakob och Johannes församling i Stockholm, död 2 juni 1933 i Göteborgs Vasa församling, var en svensk friherre och professor i geografi och etnografi. 

## Biografi
De Geer blev filosofie doktor 1911 och blev samma år docent i geografi vid Uppsala universitet och i ekonomisk geografi vid Handelshögskolan i Stockholm. Han blev också lärare i geografi vid Stockholms högskola 1912. År 1929 blev De Geer professor i geografi med handelsgeografi och etnografi vid Göteborgs högskola. De Geers arbeten är av övervägande morfologisk eller kulturgeografisk karaktär med stark tonvikt lagd på den kartografiska framställningen. Bland hans viktigaste arbeten märks Klarälvens serpentinlopp och flodplan (1911), Befolkningens fördelning i Sverige (1919) och Människans och näringslivets geografi (1928).
Han var son till geologen Gerard De Geer (1858–1943) och Mary Elisabet Erskine (1861–1922) samt far till geologen Jan De Geer.